# Angelo Del Boca
Pour les articles homonymes, voir Del Boca.
Angelo Del Boca (né le 23 mai 1925 à Novare, au Piémont et mort à Turin le 6 juillet 2021) est un écrivain et journaliste italien, spécialiste de l'empire colonial italien.

## Biographie
Après avoir participé à la résistance au fascisme, Angelo Del Boca devient journaliste et se consacra, des années 1960 à nos jours, à étudier l'histoire coloniale italienne en Libye, Éthiopie, Érythrée et Somalie durant la première moitié du XXe siècle. Il s'oppose à l'historiographie traditionnelle italienne qui relativise la portée de ses actes.
Angelo Del Boca est le premier historien italien à dénoncer les atrocités commises par les troupes italiennes en Libye et en Éthiopie, comme le recours à l'utilisation d'armes chimiques tel que le gaz moutarde, le phosgène et l'arsine ou bien la création de camps de concentration ou de déportation.
Pour son analyse de l'Italie mussolinienne des années 1930 et 1940, Angelo Del Boca a été la cible de la presse conservatrice et des associations d'anciens combattants, ainsi que des réfugiés en provenance d'Afrique et du ministre des Colonies de l'époque, Alessandro Lessona.
En 2009, il regrette publiquement que la traduction en arabe de sa dernière étude consacrée à la colonisation italienne de la Libye ait été interdite en Libye.

## Œuvres

(al) Carte de la guerre italo-libyenne in Aram Mattioli, Champ expérimental de la violence. La guerre d' Abyssinie et son importance internationale 1935-1941, préface d'A. Del Boca, paru en 2005

- (al) Carte de la guerre italo-libyenne in Aram Mattioli, Champ expérimental de la violence. La guerre d' Abyssinie et son importance internationale 1935-1941, préface d'A. Del Boca, paru en 2005 (it) La guerra d'Abissinia 1935-1941, Feltrinelli, 1965.
- (en) Fascism Today, 1965.
- (en) The Ethiopian War 1935-1941, 1965.
- (it) Gli italiani in Africa orientale. Vol. 1: Dall'unità alla marcia su Roma, Laterza, 1976.
- (it) Gli italiani in Africa orientale. Vol. 2, Laterza, 1980.
- (it) Gli italiani in Africa orientale. Vol. 3, Laterza, 1986.
- (it) Gli italiani in Africa orientale. Vol. 4, Laterza, 1987.
- (it) Le guerre coloniali del fascismo, Laterza, Bari, 1991.
- (it) L'Africa nella coscienza degli italiani. Miti, memorie, errori, sconfitte, Laterza, 1992.
- (it) Una sconfitta dell'intelligenza. Italia e Somalia, Laterza, 1993.
- (it) Il negus. Vita e morte dell'ultimo re dei re, Laterza, 1995.
- (it) "Le leggi razziali nell'Impero di Mussolini", in Il regime fascista, éd. Rossi, Bari-Roma,1995
- (it) I gas di Mussolini. Il fascismo e la guerra d'Etiopia, Editori Riuniti, Roma, 1996.
- (it) Gli italiani in Libia. Vol. 1: Tripoli bel suol d'Amore, Mondadori, 1997.
- (it) Gli italiani in Libia. Vol. 2, Mondadori, 1997.
- (it) Un testimone scomodo, Grossi, 2000.
- (it) Gheddafi. Una sfida dal deserto, Laterza, 2001.
- (it) L'impero africano del fascismo. Nelle fotografie dell'Istituto Luce, con Nicola Labanca, Editori Riuniti, 2002.
- (it) L'Africa nella coscienza degli italiani. Miti, memorie, errori e sconfitte, Mondadori, 2002.
- (it) La nostra Africa. Nel racconto di cinquanta italiani che l'hanno percorsa, esplorata e amata, Neri Pozza, 2003.
- (it) L'anno del giubileo, Interlinea, Novara, 2003.
- (it) La disfatta di Gasr Bu Hàdi. 1915: il colonnello Miani e il più grande disastro dell'Italia coloniale, Mondadori, 2004.
- (it) Italiani, brava gente ?, Neri Pozza, Vicenza, 2005.
- (it) La scelta, Neri Pozza, Vicenza, 2006.
- (en) A un passo dalla forca, Baldini Castoldi Dalai, Milan, 2007.
- Naissance de la nation libyenne : à travers les mémoires de Mohammed Fekini, Villepreux, Éditions Milelli, 2008,  (ISBN 978-2916590042)
- (it) Dentro mi è nato l'uomo, Interlinea, Novara 2009.
- (it) La storia negata. Il revisionismo e il suo uso politico, collana: Bloom, editore Neri Pozza, 2009.
- (en) La storia negata. Il revisionismo e il suo uso politico, 2009.
- (fr) Le déni d'histoire. Usage public de l'histoire et réhabilitation du fascisme en Italie, Paris, ed. delga, 2012 [ouvrage collectif dont De Bocca est directeur]

## Annexe